# دخترای غمگین پول دوست دارن
«دخترای غمگین پول دوست دارن» (به انگلیسی: SAD GIRLZ LUV MONEY) ترانه‌ای از خوانندگان غنایی-ارمنی آمارای و مالی می‌باشد که در سال ۲۰۲۰ به‌عنوان تک‌آهنگی از نخستین آلبوم آمارای تحت عنوان فرشته‌ای که نمی‌شناسی منتشر گردید. نسخهٔ ریمیکس این ترانه که ۱۶ سپتامبر سال ۲۰۱۴ با خوانندهٔ کلمبیایی کالی اوچیس منتشر گردید، در تیک‌تاک وایرال شد.